# Ioannis Zizioulas
Ioannis Zizioulas (în greacă Ιωάννης Ζηζιούλας; n. 10 ianuarie 1931, Katafygio, Neapoli Municipal Unit⁠(d), Epir-Macedonia de Vest, Grecia – d. 2 februarie 2023, Atena, Grecia) a fost un mitropolit ortodox de Pergamon, subordonat Patriarhiei de Constantinopol. La sesiunea de la Belgrad, din septembrie 2006, a fost copreședinte al Comisiei Mixte de Dialog Catolic-Ortodox, alături de cardinalul Walter Kasper.